# عباس قاسم
عباس قاسم (عربی: عباس قاسم؛ زادهٔ ۱۵ ژانویهٔ ۱۹۹۱ در عراق) بازیکن فوتبال اهل عراق است که در پست مدافع میانی بازی می‌کند.